# Octilliard
Un octilliard est l'entier naturel qui vaut 1051 (1 000 000 000 000 000 000 000 000 000 000 000 000 000 000 000 000 000) ou 1 000 0008,5, soit mille octillions.
Mille octilliards est égal à un nonillion (1054).